# Rostow-Gławnyj
Rostów nad Donem – stacja kolejowa w Rostowie nad Donem, w obwodzie rostowskim, w Rosji. Stacja posiada 6 peronów.